# État de grâce (film)
 (octobre 2021).
Si vous disposez d'ouvrages ou d'articles de référence ou si vous connaissez des sites web de qualité traitant du thème abordé ici, merci de compléter l'article en donnant les références utiles à sa vérifiabilité et en les liant à la section « Notes et références ».
Pour les articles homonymes, voir État de grâce (homonymie).
État de grâce est un court métrage français réalisé par Patrick Dell'Isola, sorti en 2003.

## Synopsis
Un homme amnésique et ayant perdu l'usage de la parole, découvre, au fil de sa mémoire recouvrée, qu'il connaissait la femme avec qui il vit, désormais aveugle, avant la tragédie qui a fait d'eux ces êtres diminués, et qui les a séparés.

## Fiche technique
- Réalisation : Patrick Dell'Isola
- Scénario : Patrick Dell'Isola
- Musique originale : Doctor L
- Directeur de la photographie : Valérie Le Gurun
- Producteur : Sophie Campana
- Production : Actes et Octobre Production (France)
- Format :

couleur - Son  dolby stéréo - 35 mm
- Durée : 14 minutes
- Visa d'exploitation : 106338

## Distribution
- Katerina Mechera : Angèle
- Patrick Dell'Isola : Michel
- Clémentine Célarié : Mélanie Glöck
- Philippe Murgier : Vincent Glöck
- Audrey Tautou : Léna Glöck